# Индийска гигантска летяща катерица
Индийската гигантска летяща катерица (Petaurista philippensis) е вид бозайник от семейство Катерицови (Sciuridae).